# باغ مهتاب
باغ مهتاب (هندی: मेहताब बाग़) یک چهارباغ در آگرا در شمال هند است این باغ در شمال تاج محل و قلعه آگره در طرف مقابل رودخانه جمنا در دشت سیلابی قرار گرفته‌است. باغ مربع شکل با ابعادی در حدود ۳۰۰ در ۳۰۰ متر (۹۸۰ در ۹۸۰ فوت) و کاملاً همتراز با تاج محل در کرانهٔ روبرویی آن قرار گرفته‌است.در طول فصل بارانی بخشی از زمین دچار آب گرفتگی می‌شود.
|  |

## تاریخچه

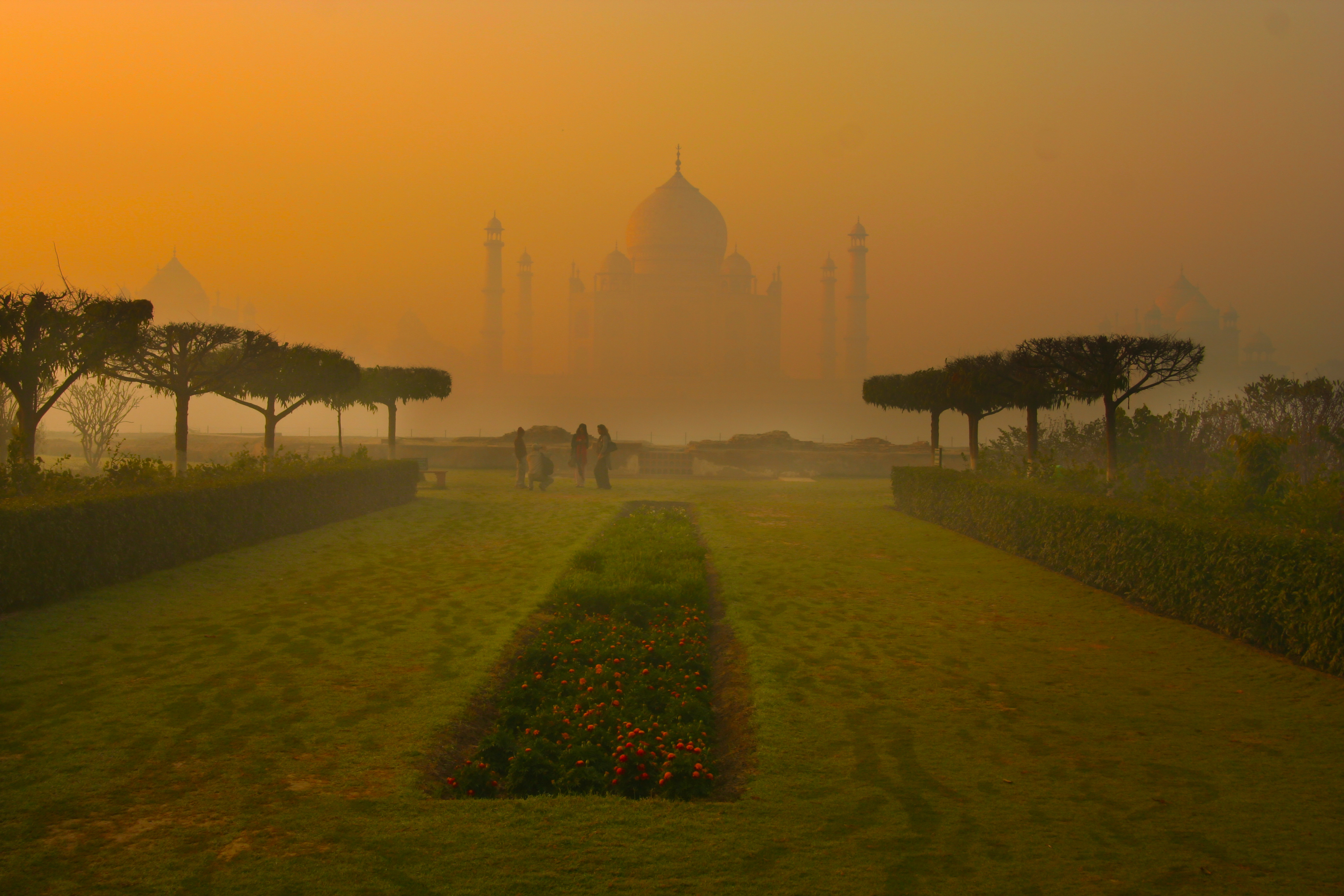
دید به تاج محل از داخل باغ مهتاب

باغ مهتاب آخرین باغ از یازده باغ گورکانی در امتداد جمنا در مقابل تاج محل و قلعه آگره بود. نخستین آن باغ‌ها، باغ آرام بود. همچنین ذکر شده‌است که شاه جهان یک منطقه از حاشیه هلال شکل و پوشیده از چمن رودخانهٔ جمنا را به عنوان بهترین جا برای تماشای تاج محل انتخاب کرده بود. آن را به عنوان «یک باغ مجلسی در نور ماه به نام باغ مهتاب» ایجاد کرد. راه‌های گچی سفید، کوشک‌های باز، استخر و فواره‌ها نیز به عنوان بخشی از باغ ساخته شدند، در کنار آنها درختان میوه و گل نرگس ایجاد شد. باغ به عنوان بخشی جدایی ناپذیر از مجموعه تاج محل در الگوی تراس‌های رو به رودخانه طراحی شده بود. عرض آن با بقیه تاج محل یکسان است. افسانه‌های منسوب به سفرنامه قرن ۱۷ میلادی ژان باتیست تاورنیه، سیاح فرانسوی، اشاره به میل شاه جهان برای ساختن یک تاج محل سیاه برای خودش، به عنوان دوقلوی تاج محل سخن می‌گویند؛ با این حال، این امر ممکن نشد زیرا او توسط پسرش اورنگ‌زیب زندانی شد. این اسطوره در سال ۱۸۷۱ توسط یک باستان‌شناس بریتانیایی، ای.سی. آی کارلایل، که در حالی که بقایای یک حوضچه قدیمی در سایت، کشف کرد و آن را با پی آن بنای افسانه ای اشتباه گرفت، تقویت شد.بنابراین، کارلایل اولین محقق شد که بقایای ساختاری را در محل پیدا کرد، هرچند که توسط خزه و گلسنگ سیاه شده بود. باغ مهتاب متعلق به راجه مان سینگه کااچاوا از اهالی آمر بود که مالک زمینهای اطراف تاج محل بود.
سیلاب‌های مکرر و روستاییانی که مصالح ساختمانی را استخراج می‌کنند باعث شده که باغ تقریباً خراب شود. ساختارهای باقی مانده در باغ در حالت مخروبه قرار داشتند. تا دهه ۱۹۹۰، وجود باغ تقریباً فراموش شد و آن به یک تپه از شن و ماسه، پوشش داده شده با گیاهان وحشی و خاویار آبی تبدیل شده بود.